# Železniční doprava
Železniční doprava je kolejová doprava provozovaná na železniční dráze. Obvykle ji vykonává železniční společnost.
Proti silniční dopravě se kolejová doprava vyznačuje relativně nízkou spotřebou energie na tunokilometr. Je to dáno nízkým valivým odporem soustavy kolo – kolejnice.
Rozdíl mezi silniční a železniční dopravou je také v tom, že na železnici je pohyb zásadně zakázán a povoluje se, naopak v silniční dopravě je pohyb vždy povolen a pouze v nezbytných případech se omezuje, případně zakazuje.[zdroj?]
Železniční dopravu dělíme na nákladní a osobní. Byť s rozvojem silniční a letecké dopravy ve druhé polovině dvacátého století význam upadl, je železnice stále významným a prakticky nenahraditelným přepravcem velkých objemů materiálů (například).